# Poraj (województwo lubelskie)
Poraj – wieś w Polsce położona w województwie lubelskim, w powiecie hrubieszowskim, w gminie Horodło. Dawny zaścianek szlachecki Wawrzeckich herbu Poraj.
| SIMC    | Nazwa      | Rodzaj    |
| ------- | ---------- | --------- |
| 0888959 | Marcinówka | część wsi |

W latach 1975–1998 miejscowość położona była w województwie zamojskim. 1 stycznia 2003 roku częścią wsi Poraj stała się ówczesna kolonia Marcinówka.
Wieś stanowi sołectwo gminy Horodło. W 2006 r. wieś zamieszkiwało 216 osób. Według Narodowego Spisu Powszechnego (III 2011 r.) liczyła 206 mieszkańców i była jedenastą co do wielkości miejscowością gminy Horodło.